# TaekwondoData
TaekwondoData ist eine frei zugängliche Sport-Datenbank, in der Daten von allen Taekwondo-Meisterschaften der World Taekwondo und ihrer kontinentalen und teilweise auch der nationalen Mitgliedsverbände verarbeitet werden. Die Datenbank findet international Verwendung als Referenz für Print- und Online-Medien. Internationale Sportverbände nutzen sie zur Erstellung von Ranglisten für Sportler und die Organisation internationaler Turniere (Setzen der Teilnehmer).

## Inhalt
TaekwondoData enthält derzeit (Stand: November 2013) Informationen über die Erfolge von über 26.000 Wettkämpfern aus 184 Nationen. In der Datenbank sind alle Sportler eingetragen, die bei Meisterschaften auf Welt- oder Kontinentalebene teilnahmen. Die internationalen Einträge beginnen mit der 1973 zum ersten Mal ausgetragenen Weltmeisterschaft. Ergänzend finden sich in TaekwondoData auch die Ergebnislisten der Deutschen Meisterschaften ab 1967.
Im Einzelnen findet man dort Informationen über Weltmeisterschaften (ab 1973), Olympische Spiele (ab 2000), Qualifikationsturniere für die Olympischen Spiele (ab 1999), Worldcup (ab 1986), Studentenweltmeisterschaften (ab 1983), Militärweltmeisterschaften (ab 1987), Worldgames (ab 1981), Asienmeisterschaften (ab 1974), Afrikameisterschaften (ab 1996), Europameisterschaften (ab 1976), Panamerikameisterschaften (ab 1978) und Ozeanienmeisterschaften (ab 2005).

## Ranking
TaekwondoData ist eine Rangliste der Sportler (Ranking), mit der die Erfolge der Wettkämpfer anhand der festgelegten Anzahl an Punkten gemessen werden. Jeder Wettkämpfer erhält dabei nicht nur für einen Medaillenplatz, sondern bereits für seine Teilnahme Turnierpunkte. Ergänzend werden für jeden gewonnenen Kampf Punkte vergeben. Die Anzahl der Punkte wird zum Jahreswechsel halbiert, so dass auch erfolgreiche Neulinge relativ schnell einen Spitzenplatz in ihrer Gewichtsklasse einnehmen können.
Daneben gibt es auch noch ein Karriere-Ranking, bei dem sämtliche zu einem beliebigen Zeitpunkt erworbenen Punkte zusammengezählt werden. Dieses Ranking wird schon seit langer Zeit von Steven Lopez aus den USA angeführt. An zweiter Stelle steht der mittlerweile schon zurückgetretene Hadi Saei Bonehkohal aus dem Iran.
Neben den oben genannten Meisterschaften werden in Europa auch noch „A-Class-Tournaments“ ausgetragen. Hierbei handelt es sich um acht Turniere, die in acht verschiedenen Ländern in Europa ausgetragen werden. Für einen Medaillenplatz bei diesen hochklassig besetzten Turnieren gibt es ebenfalls Turnierpunkte, aber keine Wettkampfpunkte.

## Entstehung und Pflege
Die Datenbank wurde 1999 von Peter Bolz, dem in der Nähe von München wohnhaften Pressesprecher der Bayerischen Taekwondo Union (BTU), aufgebaut. Zusammen mit Marius Mühlberger und Georg Streif hält er die TaekwondoData auf dem neuesten Stand.

## Weblink
- TaekwondoData (Startseite)